# Jozef Van Ginderen
Jozef Van Ginderen, né le 13 novembre 1925 à Wildert et mort le 22 décembre 1993, est un joueur de football belge qui évoluait au poste de défenseur. Il est surtout connu pour les treize saisons qu'il passe au Royal Antwerp Football Club, remportant un titre de champion et une Coupe de Belgique avec ce club.

## Carrière
Enfant, Jozef Van Ginderen s'affilie au KSV Wildert, le club de football de son village natal. Plus tard, il part au SK Kalmthout. Après la Seconde Guerre mondiale, il rejoint le Cappellen FC, un club de la banlieue anversoise qui évolue en Promotion, le troisième et dernier niveau national de l'époque. Dès sa première saison au club, il l'aide à remporter le titre de champion dans sa série. Avec seulement 32 buts encaissés, le Cappellen FC a la meilleure défense des quatre groupes de Promotion. Promu en Division 1 (deuxième niveau hiérarchique), le club ne fait pas le poids et redescend après une saison. Le joueur u reste jusqu'en 1949, quand il est recruté par le Royal Antwerp Football Club, un club de Division d'Honneur.
Lors de sa première saison au « Great Old », Jozef Van Ginderen joue comme latéral gauche offensif, un rôle qui lui permet d'inscrire trois buts en championnat. Il devient titulaire indiscutable en défense à partir de la saison 1951-1952 et va ensuite disputer quasiment toutes les rencontres du club. Le 19 juin 1955, il participe à la finale de la Coupe de Belgique remportée contre le Waterschei THOR. Deux ans plus tard, il prend une part active dans la conquête du titre de champion de Belgique 1957, le quatrième pour le club, qui est encore aujourd'hui son dernier. La saison suivante, il joue les deux rencontres du premier tour de la Coupe des clubs champions face au grand Real Madrid, toutes deux perdues. Il reste encore à l'Antwerp jusqu'en 1962, puis part au Daring Club Louvain, en Division 3, où il passe sa dernière saison d'activité comme joueur-entraîneur.

## Palmarès
- 1 fois champion de Belgique en 1957 avec le Royal Antwerp Football Club.
- Vainqueur de la Coupe de Belgique en 1955 avec le Royal Antwerp Football Club.
- 1 fois champion de Belgique de Promotion (D3) en 1946 avec le Royal Cappellen Football Club.

## Statistiques
| Saison                | Club                  | Championnat           | Championnat | Championnat | Coupe(s) nationale(s) | Coupe(s) nationale(s) | Compétition(s) continentale(s) | Compétition(s) continentale(s) | Compétition(s) continentale(s) | Total | Total |
| Saison                | Club                  | Division              | M.          | B.          | M.                    | B.                    | Comp.                          | M.                             | B.                             | M.    | B.    |
| 1945-1946             | R. Cappellen FC       | Promotion (D3)        | -           | -           | 0                     | 0                     | -                              | 0                              | 0                              | 0     | 0     |
| 1946-1947             | R. Cappellen FC       | Division 1(D2)        | -           | -           | 0                     | 0                     | -                              | 0                              | 0                              | 0     | 0     |
| 1947-1948             | R. Cappellen FC       | Promotion (D3)        | -           | -           | 0                     | 0                     | -                              | 0                              | 0                              | 0     | 0     |
| 1948-1949             | R. Cappellen FC       | Promotion (D3)        | -           | -           | 0                     | 0                     | -                              | 0                              | 0                              | 0     | 0     |
| 1949-1950             | R. Antwerp FC         | Division 1            | 15          | 3           | 0                     | 0                     | -                              | 0                              | 0                              | 15    | 3     |
| 1950-1951             | R. Antwerp FC         | Division 1            | 19          | 0           | 0                     | 0                     | -                              | 0                              | 0                              | 19    | 0     |
| 1951-1952             | R. Antwerp FC         | Division 1            | 30          | 0           | 0                     | 0                     | -                              | 0                              | 0                              | 30    | 0     |
| 1952-1953             | R. Antwerp FC         | Division 1            | 29          | 0           | 0                     | 0                     | -                              | 0                              | 0                              | 29    | 0     |
| 1953-1954             | R. Antwerp FC         | Division 1            | 27          | 0           | 0                     | 0                     | -                              | 0                              | 0                              | 27    | 0     |
| 1954-1955             | R. Antwerp FC         | Division 1            | 29          | 1           | 7                     | 0                     | -                              | 0                              | 0                              | 36    | 1     |
| 1955-1956             | R. Antwerp FC         | Division 1            | 28          | 0           | 6                     | 0                     | -                              | 0                              | 0                              | 34    | 0     |
| 1956-1957             | R. Antwerp FC         | Division 1            | 26          | 0           | 0                     | 0                     | -                              | 0                              | 0                              | 26    | 0     |
| 1957-1958             | R. Antwerp FC         | Division 1            | 30          | 0           | 0                     | 0                     | C1                             | 2                              | 0                              | 32    | 0     |
| 1958-1959             | R. Antwerp FC         | Division 1            | 30          | 0           | 0                     | 0                     | -                              | 0                              | 0                              | 30    | 0     |
| 1959-1960             | R. Antwerp FC         | Division 1            | 28          | 0           | 0                     | 0                     | -                              | 0                              | 0                              | 28    | 0     |
| 1960-1961             | R. Antwerp FC         | Division 1            | 25          | 0           | 0                     | 0                     | -                              | 0                              | 0                              | 25    | 0     |
| 1961-1962             | R. Antwerp FC         | Division 1            | 20          | 0           | 0                     | 0                     | -                              | 0                              | 0                              | 20    | 0     |
| 1962-1963             | K Daring Club Louvain | Division 3            | 0           | 0           | 0                     | 0                     | -                              | 0                              | 0                              | 0     | 0     |
| Total sur la carrière | Total sur la carrière | Total sur la carrière | 336         | 4           | 13                    | 0                     | -                              | 2                              | 0                              | 351   | 4     |